# 費羅菲尼宮
費羅菲尼宮（義大利語：Palazzo Ferro Fini）是一座位於義大利威尼斯的歷史建築。這座建築最初包括兩座建築：費羅宮和菲尼宮。1860年代，這兩座建築合併為一座建築，成為高檔酒店「紐約酒店」。第二次世界大戰期間，酒店被軍隊佔領。1970年時，酒店已破敗不堪。這座建築被威尼托大區政府購買，並進行大規模翻新，令其成為區域議會的辦公地。

## 建築
費羅菲尼宮地處大運河北岸的學院橋和聖馬可廣場之間，其對面是修建於17世紀的安康聖母聖殿，由建築師巴爾達薩雷·隆蓋納設計。費羅菲尼宮由兩座相鄰的文藝復興式建築構成，具有典型的威尼斯式佈局。中庭涵蓋了整座建築，內部設有花園。建築內部雖多次翻新，但外觀未變。面積較大的菲尼宮具有典型的文藝復興式外觀，而面積較小的費羅宮外觀則是哥特式風格。兩座建築有著各自不同的歷史，但在19世紀後期合併為一家酒店。經過大規模內部翻新之後，該建築現在是威尼托地區的地方政府辦公建築。

## 歷史

### 菲尼宮

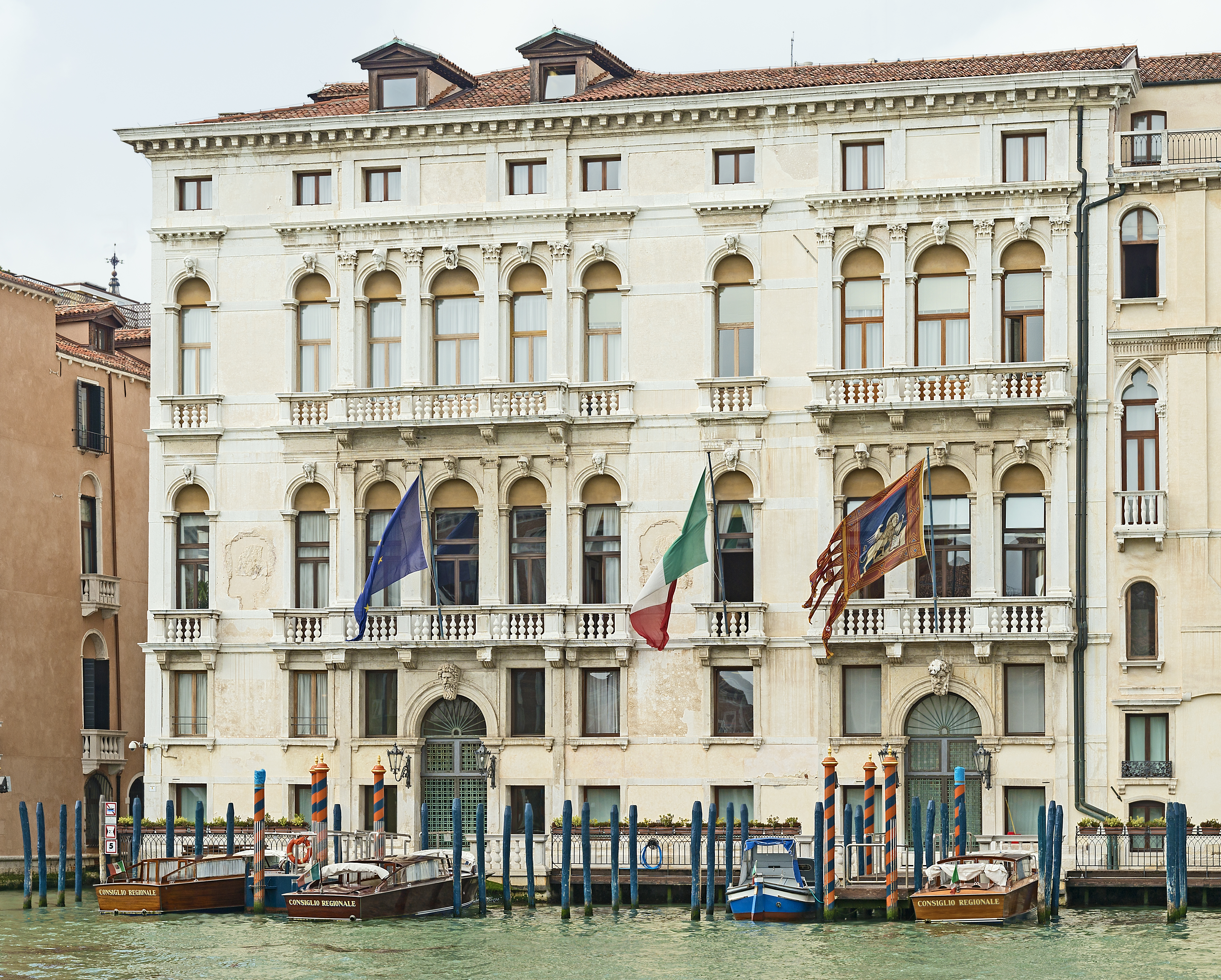
菲尼宮

菲尼宮由一位富有的克基拉島希臘人稅務律師托馬索·弗蘭吉尼修建。1620年，他從孔塔里尼家族租得一座位於大運河上的建築，並承諾翻新這座破舊的建築。1638年，弗蘭吉尼買下了這座建築和其相鄰建築，並將其拆除，在1640年新建了一座建築替代。弗蘭吉尼的女兒去世後，這座建築被威尼斯的希臘人社區繼承。建築在後來被出售，收入被用作支援青年希臘人。1662年，傑羅姆·菲尼（Jerome Fini）購買了這座建築。他也是一位富有的稅務律師，出身於一個塞浦路斯的希臘人家庭。菲尼為這座建築支付了12萬達克特。
菲尼家族為這座建築的裝飾貢獻良多，並多次修復宮殿。大約在1688年，亞歷山德羅·特雷米尼翁設計了這座建築的外觀。
菲尼宮內裝富麗堂皇。但在威尼斯共和國滅亡後，菲尼家族傾家蕩產，被迫將這座宮殿改為公寓，部分出租，部分出售。

### 費羅宮

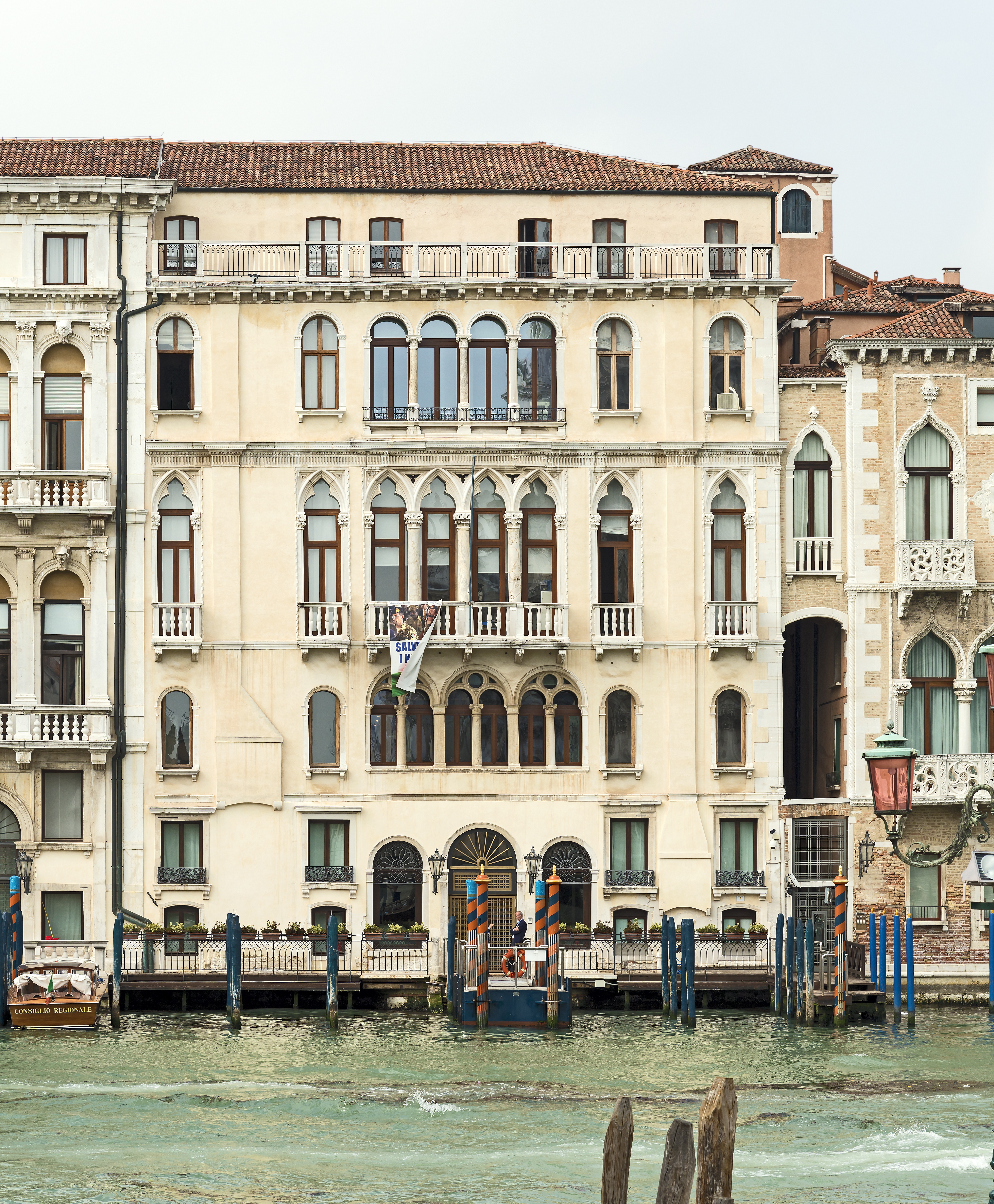
費羅宮

費羅宮所在地原本有一座由莫羅西尼家族所有的建築。這座建築在1382年由威尼斯總督米凱里·莫羅西尼購買。當時因威尼斯受到熱那亞的威脅，許多威尼斯人離開城市，不動產價格因此十分低廉。大約在1740年，這座建築被出售給來自佛蘭德的費羅家族。費羅家族的最後一人安東尼·拉扎羅·費羅（Anthony Lazzaro Ferro）在1816年去世之後，這座建築由他的侄子佐爾齊·莫諾萊索（Zorzi Monolesso）繼承。

### 費羅菲尼宮
1860年，勞拉·莫斯奇尼（Laura Moschini）購買了費羅宮，並將其改造為威尼斯最高雅且舒適的酒店之一紐約酒店（後更名為大酒店）。勞拉·莫斯奇尼是達爾馬提亞人路易吉·伊萬西奇（Luigi Ivancich）的妻子。之後伊萬西奇購買了菲尼宮，並將其和費羅宮合併。在19世紀末至20世紀初，這座酒店達到巔峰。第二次世界大戰期間，酒店最初被德國軍隊佔領，後被美軍佔領。戰後酒店陷入荒廢，僅進行了小規模修復。1972年，伊萬西奇將這座建築出售給威尼斯省，並進行大規模翻新。

## 翻新
在建築家盧西亞諾·帕倫提（Luciano Parenti）的領導下，費羅菲尼宮得到了修復。建築原有的大廳和房間得到大幅修復，以滿足公開空間和接待室需求。議會的會議廳被設在宮殿中心。外牆得到全面清理和修復，以恢復建築的最初元素。
建築一層裝飾有威尼托大區的徽章和七省的象徵，以及現代威尼托藝術家的作品。建築二層則是威尼斯地區高級職員的辦公室。

## 2019年威尼斯洪水
2019年11月12日晚間10時前後，洪水侵入了這座建築的會議廳。這是費羅菲尼宮第一次被洪水侵襲。